# 本龍寺 (台東区)
本龍寺（ほんりゅうじ）は、東京都台東区にある真宗大谷派の寺院。山号は臨川山。本尊は阿弥陀如来。

## 概要
元和2年（1616年）創建。開基は龍賢。境内に豊原国周や、至近に屋敷があった（現在は浅草高校）穢多頭の弾左衛門家の墓がある。

## 周辺
- 今戸神社

## 交通アクセス
- 浅草駅より徒歩約21分（経路案内）